# 葬祭業
葬祭業（そうさいぎょう）は、葬儀や祭事の執行を請け負う事業である。葬儀のみを行う場合は葬儀業ともいうが、石材店や生花店・造花店など葬儀にかかわる業種が兼業することも多く、近年では他業種から参入するケースもある。
葬儀・葬祭の執行には公的な資格等は必要が無く国や地方公共団体の許認可や届出は不要であり、誰が何処でも葬儀社や葬祭業を名乗り営業を行う事が可能である。厚生労働省の技能認定である葬祭ディレクターや仏事コーディネーター等などの民間資格があるが、これらが無ければ業務が出来ないわけではないために、葬儀に関する民間資格は30近く乱立され、資格商売の様も呈している。
なお、搬送車・霊柩車などを用いて業として遺体の搬送を行う行為は貨物自動車運送事業（霊きゅう限定）に該当するため、貨物自動車運送事業の許可（いわゆる緑ナンバー登録）が必要であり、自家用車（白ナンバー）及びレンタカーの霊柩車は存在しない。

## 日本の葬祭業
JETROは日本の葬祭業の市場規模は1兆千億円台であると推定している。 
参入業態形態は以下を挙げている。
- 葬祭専門事業者 - 事業者数の2/3を占め、それらの99%が100人以下の中小事業者[1]。
- 冠婚葬祭業者
- 農業協同組合
- 生活協同組合
- 電鉄グループ
- ホテル
- 葬祭業周辺業者 （墓地・墓石、仏壇・仏具、生花、ギフト、霊柩運送業等）

都市部では全国チェーンの葬祭会館が「画一化された葬儀」を儀式として行う傾向があるが、主に地方部では「地元の葬儀屋さん」が「地元のしきたりを重視した葬儀」を行う場合が多い。
年間の死亡者数は漸増傾向にあるものの、従来型の「一般葬」は減少傾向で、参列者数・葬儀日数・葬儀費用ともに少ない「家族葬」、「直葬」（葬儀を行わず直接火葬する、火葬式）等が増加傾向にある。2010年代に入り、葬儀価格を明確化、パック化による定額料金制、インターネットでの申込などを特徴とし、地元葬儀社との間を仲介する業界改革モデルが登場、「葬儀仲介サービス」が台頭した。
- みんれび - よりそうのお葬式、お坊さん便、葬儀レビ
- イオンライフ - イオンのお葬式
- ユニクエスト - 小さなお葬式、てらくる、葬儀本.com

近年では孤独死により残された不動産が空き家となることに注目し、特殊清掃、土地関連の手続き、建物の解体などに関わる各専門家へ取り次ぎや、土地の売買で発生する手数料や差額で利益を出すビジネスモデルも登場している。

## 中国の葬祭業
中国では、1950年代に従来の葬儀産業がすべて解体され、葬儀は自宅もしくは民政局によって行われるようになった。1990年代になって、社会主義市場経済体制のなかで葬儀事業が特殊なサービスとして復活した。市民の生活水準の向上とともに、葬儀事業も現代社会に適応した資質を求められるようになり、1995年に長沙民政学校、済南民政学校に「現代葬儀の技術と管理」専攻学科が設立され、葬儀専門職の養成が始まった。2005年に設立された民生部職業技能検定指導センターによって、葬祭に関する職種は葬儀従事員、遺体搬送員など6つに分類され、それぞれが技能検定試験を必要とする国家資格として管理されている。
民政年報の統計によれば、2009年度において中国全土で政府の葬儀関連事業に従事する職員は7万4千人ほど存在する。民間を含めると30万人近い従事者がいると推定されるが、非合法な葬儀会社も多く実態は把握できていない。